# Maughold

Maughold Parish, Isle of Man

Maughold ist ein Parish auf der Isle of Man. Er liegt an der Ostküste der Insel an der Ramsey Bay. Er liegt im Garff Sheading. 
Benannt ist der Distrikt nach dem heiligen Maughold (Maccaldus), dem Patron der Insel. In der örtlichen Pfarrkirche befinden sich zahlreiche Cross Slabs und keltische Kreuze. 

Das nahe Kap Maughold Head ist der östlichste Punkt der Insel. Dort steht ein Leuchtturm. 

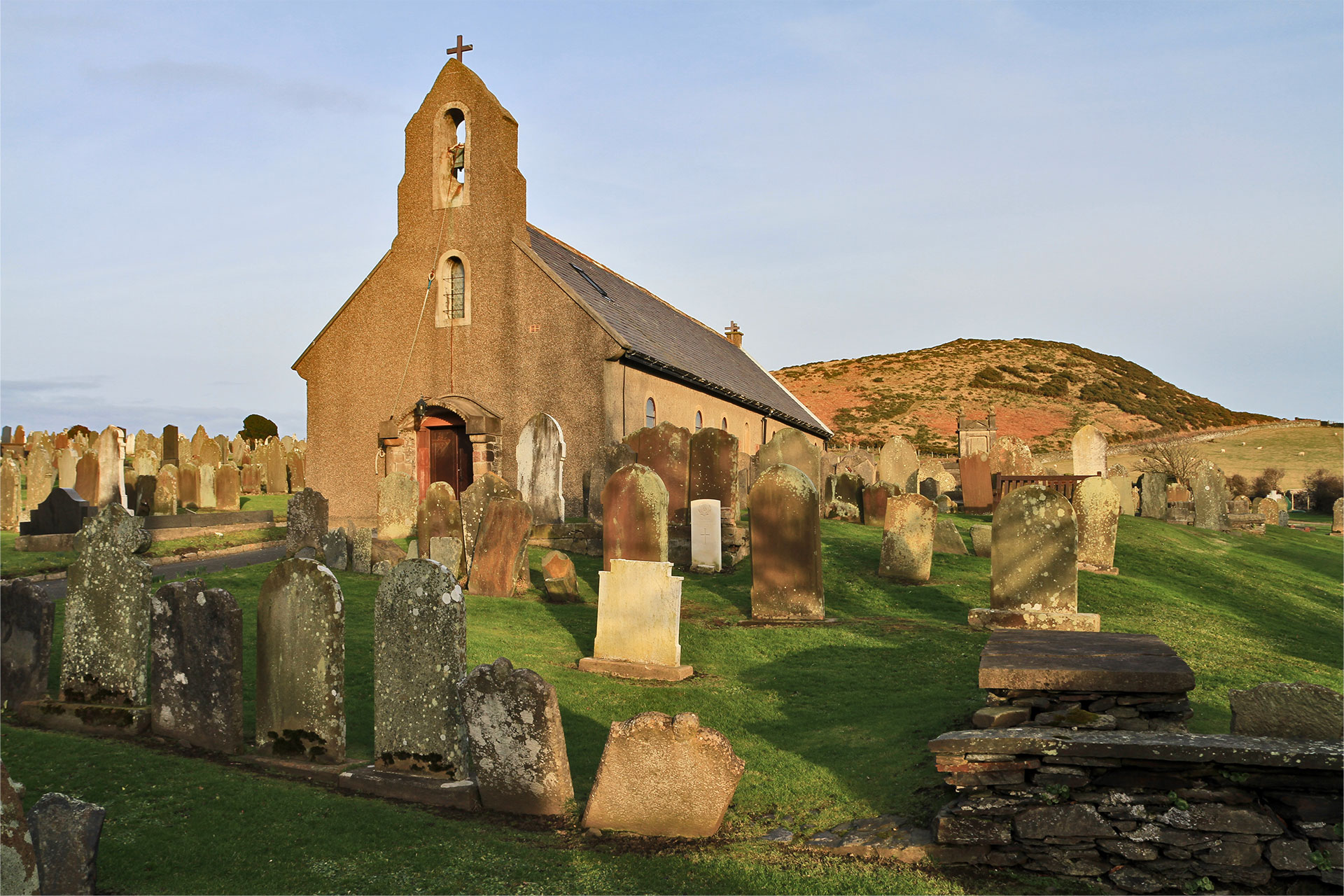
Die Pfarrkirche des Ortes